# Comuna Mala Soltanivka, Vasîlkiv
Mala Soltanivka (în ucraineană Мала Солтанівка) este o comună în raionul Vasîlkiv, regiunea Kiev, Ucraina, formată din satele Mala Soltanivka (reședința) și Skrîpkî.

## Demografie
Componența lingvistică a comunei Mala Soltanivka
     Ucraineană (97,18%)
     Rusă (2,18%)
     Alte limbi (0,29%)
Conform recensământului din 2001, majoritatea populației comunei Mala Soltanivka era vorbitoare de ucraineană (97,18%), existând în minoritate și vorbitori de rusă (2,18%).